# Велющец
Велю̀щец (срещано и като Велю̀шец) е село в Югозападна България, община Струмяни, област Благоевград. Селото е в България от 1912 г. в резултат от Балканската война.

## Население

### Етнически състав
Преброяване на населението през 2011 г.
Численост и дял на етническите групи според преброяването на населението през 2011 г.:
|                     | Численост |
| Общо                | 7         |
| Българи             | 7         |
| Турци               | -         |
| Цигани              | -         |
| Други               | -         |
| Не се самоопределят | -         |
| Неотговорили        | -         |

## География
Село Велющец се намира на около 48 km южно от областния център Благоевград и около 8 km югозападно от общинския център Струмяни. Разположено е в Малешевска планина, по левия (северозападния) долинен склон на един от десните притоци на Седелска река (ляв приток на река Струма). Надморската височина е в интервала около 680 m в западния край на селото и около 640 m в югоизточния му край, при общ наклон на терена на югоизток към реката.
Общински път без асфалтова настилка води на изток от Велющец и свързва селото след разклон: вляво – с третокласния републикански път III-1008 и по него на изток със село Микрево; вдясно – с общинския път към селата Игралище и Никудин на запад, а на изток – през село Палат със село Вълково и третокласния републикански път III-1082 при него. Подобен път на юг води от Велющец до Игралище.
Землището на село Велющец граничи със землищата на: село Микрево на север; село Палат на изток и югоизток; село Махалата на югозапад; село Седелец на северозапад.
Населението на село Велющец, наброявало 354 души при преброяването към 1934 г. и 403 към 1946 г., намалява до 31 към 1985 г. и 4 (по текущата демографска статистика за населението) към 2020 г.
При преброяването на населението към 1 февруари 2011 г., от обща численост 7 лица, за 7 лица е посочена принадлежност към „българска“ етническа група.

## История
Църквата „Рождество Богородично“ от 1858 година е обявена за паметник на културата.
В „Етнография на вилаетите Адрианопол, Монастир и Салоника“, издадена в Константинопол в 1878 година и отразяваща статистиката на населението от 1873 година, Велюшица (Vélouchitsa) е посочено като село с 52 домакинства и 150 жители българи.
При избухването на Балканската война в 1912 година двама души от Велющец са доброволци в Македоно-одринското опълчение.

## Личности
Родени във Велющец
- Гавраил (Гаврил) Ангелов, македоно-одрински опълченец, 35 (40)-годишен, земеделец, неграмотен, четата на Дончо Златков, 14 воденска дружина[9]
- Надка Вълчанова (р. 1948), българска народна певица